# سنسنیش
سنسنیش (انگلیسی: Sensenich) شرکت هوافضای آمریکایی است، که در سال ۱۹۳۲ تأسیس شد.